# Valderrubio
Valderrubio est une commune dans la province de Grenade, en Espagne.

## Administration
| Période                                  | Période | Identité                | Étiquette | Qualité |
| ---------------------------------------- | ------- | ----------------------- | --------- | ------- |
| 2011                                     | 2015    | Francisca Blanco Martín | PSOE      | Maire   |
| Les données manquantes sont à compléter. |         |                         |           |         |

## Culture et tourisme
- La maison familiale de la famille García Lorca, aujourd'hui musée, est située dans la commune[1].

## Personnalités liées à la commune

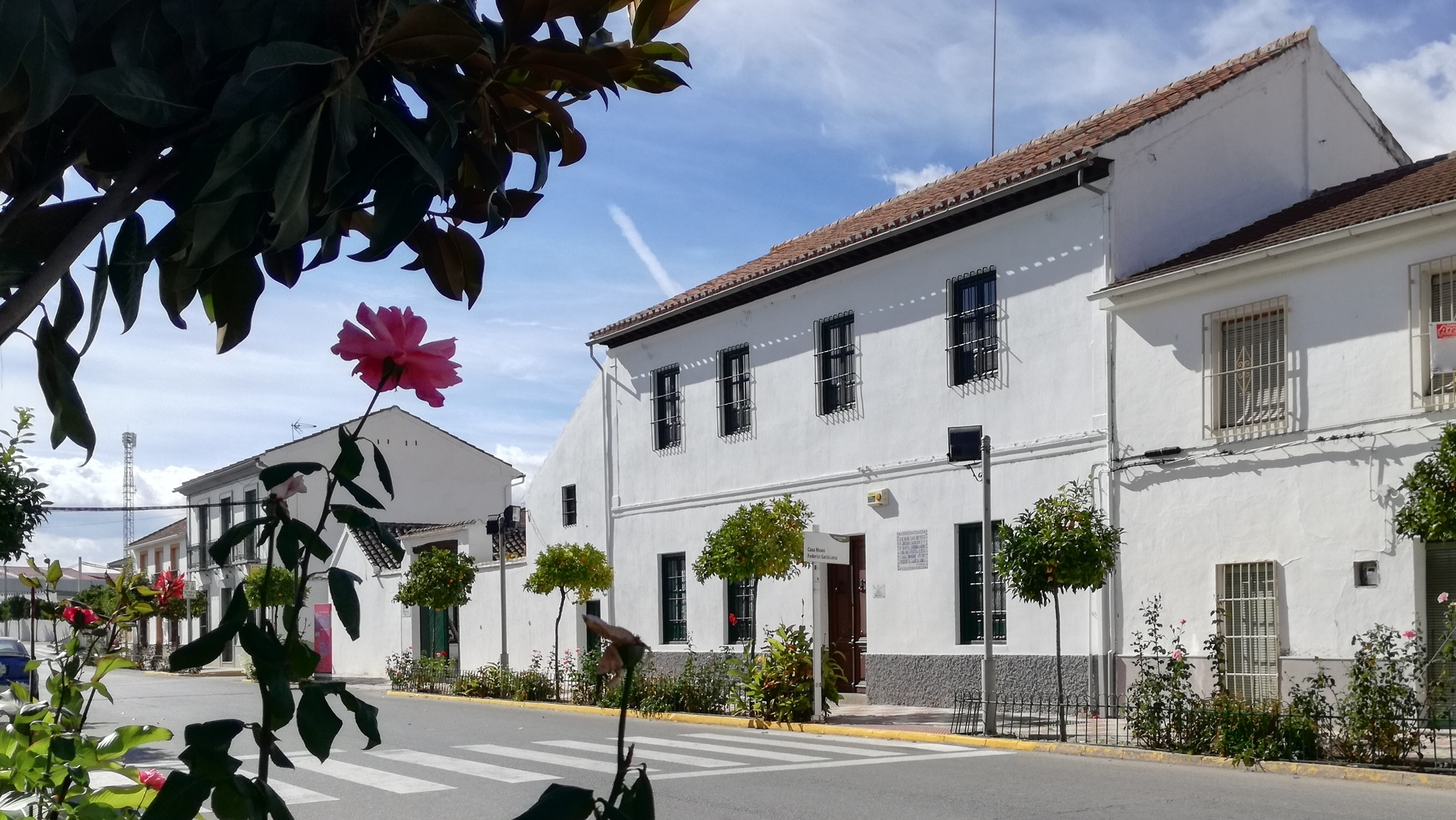
Maison de la famille García Lorca à Valderrubio.

- Federico García Rodríguez (1959-1945), grand propriétaire terrien de la Vega de Grenada, et son épouse Vicenta Lorca Romero (1870-1959), institutrice dans le village, parents de Federico, Francisco, Concha et Isabel García Lorca;
- Rafael Amargo (1975): danseur et chorégraphe[2].